# Ayagawa Gorōji
Ayagawa Gorōji est un nom japonais traditionnel ; le nom de famille (ou le nom d'école), Ayagawa, précède donc le prénom (ou le nom d'artiste).
Ayagawa Gorōji (綾川五郎次) (né vers 1703 – 14 mars 1765) est un lutteur sumo officiellement reconnu comme le 2e yokozuna.

## Biographie
Ayagawa est originaire de l'actuelle préfecture de Tochigi et est promu ōzeki en 1717. Selon la tradition, il est le plus fort lutteur de l'ère Genbun. Il est célèbre à Edo, Osaka et Kyoto. Le 17e oikaze de la famille Yoshida autorise Ayagawa à devenir son élève. On sait peu de choses sur sa carrière de sumo. D'après la légende, il mesurait 2 m pour 150 kg.
Il meurt le 14 mars 1765. Sa tombe se trouve à Tochigi.
Ce n'est que plus de 150 ans après sa mort qu'il est reconnu comme le 2e yokozuna puis comme yokozuna jinmaku quand il est cité dans une liste officielle sur un monument.
Sa carrière précède l'usage du banzuke et des archives de tournois et on ignore ainsi son rang et ses statistiques.